# Uveite
L'uveite è un'infiammazione di parte o di tutta la tonaca media (vascolare) dell'occhio.
Il termine si riferisce, inoltre, all'infiammazione che interessa le altre tonache (sclera, cornea e retina).
Utile identificare l'uvea come componente della tonaca media, la sua funzione è prettamente vascolare; da qui il motivo dei frequenti fenomeni infiammatori che la colpiscono.
Le uveiti si distinguono mediante una classificazione anatomica in:
- Uveite anteriore o iridociclite
- Uveite posteriore o coroidite
- Uveite intermedia
- Panuveite

## Uveite anteriore o iridociclite
Le uveiti anteriori (o iridociclite) sono le più frequenti. La loro eziologia è spesso autoimmunitaria (ossia i propri globuli bianchi attaccano l'uvea), vi è una forte correlazione con l'HLAB27, un aplotipo di frequente riscontro in artrite reumatoide, malattia di Crohn, rettocolite ulcerosa e spondilite anchilosante. A seconda del tratto colpito si distinguono in iriti (iride), cicliti (corpo ciliare), iridocicliti (entrambi) o cheratouveiti. Tra le anteriori -in genere- vanno inserite anche le cosiddette uveiti focali, originate nella maggior parte dei casi da granulomi dentari (altrimenti detti lisi periapicali) che, anche se silenti, ma non curati, possono diffondere in circolo una infezione che si localizza nell'uvea.
Chi è colpito da uveite riferisce dolore, fotofobia, lacrimazione e annebbiamento visivo. All'esame obiettivo mediante lampada a fessura si può osservare iperemia pericheratica congiuntivale per congestione vasale, edema corneale, pigmenti depositati sulla superficie della cornea, fino ad un quadro grave di cheratopatia a bandelletta (opacità orizzontali da lesioni della lamina di Bowman); la camera anteriore risulta ripiena di liquido torbido per la presenza di cellule infiammatorie con effetto Tyndall positivo. L'iride risulta congestionata, con pupilla in miosi, noduli sulla superficie, sinechie (aderenze) pupillari (fino alla completa seclusione pupillo-cristallina), occlusione fibrinosa della pupilla, fino all'atrofia della stessa. Il cristallino presenta sulla membrana cristalloide anteriore dei pigmenti e depositi per rottura delle sinechie, oltre che cataratta secondaria complicata, che determina opacità. Il corpo vitreo risulta opaco per la flogosi e l'IOP (pressione endooculare) è in ipotono o in ipertono.

## Uveite posteriore o coroidite
Nelle uveiti posteriori (o coroidite) il paziente riferisce dolore profondo moderato, miodesopsia, morfodesopsie, scotomi, annebbiamento, iperemia pericheratica, fotofobia e lacrimazione. All'esame obiettivo si osserva un'essudazione vitreale, alterazioni corioretiniche e quadro di vasculite retinica.

## Uveite intermedia
Le uveiti intermedie sono abbastanza enigmatiche e si presentano con dolore lieve associato a miodesopsia e annebbiamento visivo. Si verificano solo alterazioni vitreali, fino a casi gravi di degenerazione maculare.

## Panuveite
È la condizione in cui si ritrova un'infiammazione di tutta la struttura uveale.